# Liriomyza prostrata
Liriomyza prostrata este o specie de muște din genul Liriomyza, familia Agromyzidae. A fost descrisă pentru prima dată de Mitsuhiro Sasakawa în anul 1963. Conform Catalogue of Life specia Liriomyza prostrata nu are subspecii cunoscute.